# گروه ۲ تازی‌ها
گروه ۲ تازی‌ها (به انگلیسی: Canes Venatici II Group) نام گروهی از کهکشان‌ها در صورت فلکی تازی‌ها است که تقریباً ۲۶٫۱ سال نوری با زمین فاصله دارند. این گروه از کهکشان‌های عضوی از ابرخوشه محلی هستند. بزرگ‌ترین کهکشان این خوشه ام۱۰۶ نام دارد که یک کهکشان مارپیچی بسته در محدودهٔ صورت فلکی تازی‌ها است.

## جدول کهکشان‌ها
| نام         | مختصات استوایی | میل    | Blue Magnitude | نوع             | قطر زاویه‌ای | قطر کهکشان | شتاب لحظه‌ای | نام‌های دیگر  |
| ----------- | -------------- | ------ | -------------- | --------------- | ----------- | ---------- | ----------- | ------------ |
| ان‌جی‌سی ۴۰۹۶ | ۱۲ ۰۶٫۰        | +۴۷ ۲۹ | ۱۱٫۵           | Barred Spiral-c | ۶٫۵         | ۵۵         | ۷۷۰         | .            |
| ان‌جی‌سی ۴۱۴۴ | ۱۲ ۱۰٫۰        | +۴۶ ۲۷ | ۱۲٫۲           | Barred Spiral-c | ۶٫۰         | ۵۵         | ۴۸۱         |              |
| یوجی‌سی ۷۲۶۷ | ۱۲ ۱۵٫۴        | +۵۱ ۲۲ | ۱۵٫۳           | Spiral-d        | ۱٫۷         | ۱۵         | ۶۶۰         |              |
| یوجی‌سی ۷۲۷۱ | ۱۲ ۱۵٫۶        | +۴۳ ۲۶ | ۱۵٫۵           | Spiral-c        | ۱٫۶         | ۱۵         | ۷۷۲         |              |
| یوجی‌سی ۷۲۹۸ | ۱۲ ۱۶٫۵        | +۵۲ ۱۳ | ۱۷             | Irregular       | ۱٫۳         | ۱۰         | ۳۵۴         |              |
| یوجی‌سی ۷۳۲۰ | ۱۲ ۱۷٫۵        | +۴۴ ۲۹ | Unknown        | Spiral-d        | .۹          | ۱۰         | ۷۴۰         |              |
| ان‌جی‌سی ۴۲۴۲ | ۱۲ ۱۷٫۵        | +۴۵ ۳۷ | ۱۱٫۷           | Barred Spiral-m | ۴٫۸         | ۴۰         | ۷۳۳         |              |
| ان‌جی‌سی ۴۲۴۸ | ۱۲ ۱۷٫۸        | +۴۷ ۲۵ | ۱۳٫۴           | Barred Spiral-b | ۲٫۴         | ۲۰         | ۶۹۳         |              |
| ام۱۰۶       | ۱۲ ۱۹٫۰        | +۴۷ ۱۸ | ۹٫۱            | Barred Spiral-b | ۱۷٫۰        | ۱۵۰        | ۶۵۶         | ان‌جی‌سی ۴۲۵۸  |
| یوجی‌سی ۷۳۵۶ | ۱۲ ۱۹٫۲        | +۴۷ ۰۵ | ۱۵٫۸           | Irregular       | .۹          | ۱۰         | ۴۸۰         |              |
| ان‌جی‌سی ۴۲۸۸ | ۱۲ ۲۰٫۶        | +۴۶ ۱۸ | ۱۳٫۴           | Barred Spiral-c | ۲٫۲         | ۲۰         | ۷۴۶         |              |
| یوجی‌سی ۷۴۰۸ | ۱۲ ۲۱٫۳        | +۴۵ ۴۹ | ۱۳٫۴           | Irregular       | ۲٫۶         | ۲۰         | ۶۷۵         | DDO ۱۲۰      |
| یوجی‌سی ۷۵۹۹ | ۱۲ ۲۸٫۵        | +۳۷ ۱۴ | ۱۴٫۹           | Spiral-m        | ۱٫۹         | ۱۵         | ۵۲۷         | DDO ۱۲۷      |
| یوجی‌سی ۷۶۰۸ | ۱۲ ۲۸٫۸        | +۴۳ ۱۴ | ۱۳٫۷           | Irregular       | ۳٫۵         | ۳۰         | ۷۶۰         | DDO ۱۲۹      |
| ان‌جی‌سی ۴۴۶۰ | ۱۲ ۲۸٫۸        | +۴۴ ۵۲ | ۱۲٫۸           | Spiral-۰        | ۴٫۱         | ۳۵         | ۷۱۱         |              |
| یوجی‌سی ۷۶۳۹ | ۱۲ ۲۹٫۹        | +۴۷ ۳۲ | ۱۴٫۵           | Irregular       | ۲٫۴         | ۲۰         | ۵۸۵         |              |
| KK۱۵۱       | ۱۲ ۳۰٫۴        | +۴۲ ۵۴ | ۱۶٫۵           | Spiral-c        | ۱٫۱         | ۱۰         | ۶۶۰         | پی‌جی‌سی ۴۱۳۱۴ |
| ان‌جی‌سی ۴۴۸۵ | ۱۲ ۳۰٫۵        | +۴۱ ۴۲ | ۱۲٫۵           | Irregular       | ۲٫۴         | ۲۰         | ۷۲۵         |              |
| ان‌جی‌سی ۴۴۸۵ | ۱۲ ۳۰٫۵        | +۴۱ ۴۲ | ۱۲٫۵           | Irregular       | ۲٫۴         | ۲۰         | ۷۲۵         |              |
| ان‌جی‌سی ۴۴۹۰ | ۱۲ ۳۰٫۶        | +۴۱ ۳۸ | ۱۰٫۶           | Barred Spiral-c | ۶٫۳         | ۵۵         | ۸۰۹         |              |
| یوجی‌سی ۷۶۷۸ | ۱۲ ۳۲٫۰        | +۳۹ ۵۰ | ۱۶٫۱           | Barred Spiral   | ۰٫۹         | ۱۰         | ۹۲۱         |              |
| یوجی‌سی ۷۶۹۰ | ۱۲ ۳۲٫۴        | +۴۲ ۴۲ | ۱۳٫۴           | Irregular       | ۱٫۶         | ۱۵         | ۷۶۲         |              |
| یوجی‌سی ۷۶۹۹ | ۱۲ ۳۲٫۸        | +۳۷ ۳۷ | ۱۳٫۶           | Barred Spiral-c | ۳٫۸         | ۳۵         | ۷۴۳         |              |
| یوجی‌سی ۷۷۱۹ | ۱۲ ۳۴٫۰        | +۳۹ ۰۱ | ۱۵٫۳           | Spiral-d        | ۱٫۹         | ۱۵         | ۹۲۰         |              |
| یوجی‌سی ۷۷۵۱ | ۱۲ ۳۵٫۱        | +۴۱ ۰۳ | ۱۷٫۶           | Irregular       | ۰٫۷         | ۵          | ۸۳۵         |              |
| یوجی‌سی ۷۷۷۴ | ۱۲ ۳۶٫۴        | +۴۰ ۰۰ | ۱۵٫۰           | Spiral-c        | ۳٫۰         | ۲۵         | ۷۵۸         |              |
| یوجی‌سی ۷۸۲۷ | ۱۲ ۳۹٫۷        | +۴۴ ۵۱ | ۱۷?            | Irregular       | ۱٫۲         | ۱۰         | ۷۶۵         |              |
| ان‌جی‌سی ۴۶۱۸ | ۱۲ ۴۱٫۶        | +۴۱ ۰۹ | ۱۱٫۴           | Barred Spiral-d | ۴٫۴         | ۴۰         | ۷۷۱         |              |
| ان‌جی‌سی ۴۶۲۵ | ۱۲ ۴۱٫۹        | +۴۱ ۱۶ | ۱۳٫۱           | Barred Spiral-m | ۲٫۱         | ۲۰         | ۸۳۷         |              |
| یوجی‌سی ۷۹۴۹ | ۱۲ ۴۷٫۰        | +۳۶ ۲۹ | ۱۵٫۱           | Irregular       | ۱٫۹         | ۱۵         | ۵۷۸         | DDO ۱۴۷      |
| ان‌جی‌سی ۴۷۰۷ | ۱۲ ۴۸٫۴        | +۵۱ ۱۰ | ۱۳٫۴           | Spiral-m        | ۲٫۲         | ۲۰         | ۶۴۶         |              |